# 四川省成都市第二十中学校
四川省成都市第二十中学校，简称“二十中”，现有三个校区，分别为：茶店子高中部、黄忠初中部和花照学校。

## 学校简介
成都二十中原名成都私立大同中学，由李则民于民国19年 (1930年)秋创建，原校址在成都市内的学道街14号，抗日战争期间曾一度迁址双流，1949年后迁至现址，并更名为成都第二初级中学。1956年起开始招收高中学生并再更名为成都二十中。1979年被命名为金牛区重点中学；1990年3月9日被命名为省级重点中学，于1994年获验收；1997年被评为“四川省校风示范校”；2002年7月，学校被正式命名为“四川省国家级示范性普通高中”。学校现有占地约120亩，有高、初中两个校区，并另拥有“全国艺术教育先进学校”、“四川省德育先进集体”、“成都市文明单位”、“实验教学示范学校”、“体育传统项目先进学校”、“心理健康教育示范学校”等多项称号。自2003年起，学校 (高中)每年面向全省招收理科实验班学生。

## 办学
办学指导思想：改革、创新、发展。
教育理念：陶冶学生性灵，启迪学生心智，关注学生未来。

## 行政
学校设有总务处、教务处、医务室、实验室、图书室、学校办公室等处室和语文、数学、英语、政治、体育、物理、化学、历史、地理、生物、信息技术等教研组。

## 文化交流
从1997年起，学校于每年新年期间举办新年音乐会，并且要求全体师生参加，这在成都市是独有的。学校办有校刊《大同梦》（前身《热土》）和《大榕树》，分别由教师和学生主办。
学校对外交往广泛：在国内，作为全国高级中学校长委员会成员，学校与全国近60所知名中学有经常性的资料和教师交流；国际上，每年都与美、德、日等国学校开展一系列文化交流活动。学校与日本广岛加计高中于2001年建立了友好关系，2010年与英国麦德赫德语言学校结为友好学校。